# Clinoferrosuenoïta
La clinoferrosuenoïta, coneguda fins al 2012 com a manganogrunerita, és un mineral de la classe dels silicats.
En ser descoberta va ser anomenada dannemorita, ja que havia estat trobada a la mina Dannemora, a Uppland (Suècia), i va ser reanomenada el 1997 a manganogrunerita, en al·lusió a la seva composició, que conté manganès, i per la seva relació amb la grunerita. Va mantenir aquest segon nom fins a la reestructuració del supergrup dels amfíbols de l'any 2012, en que va rebre el nom actual de clinoferrosuenoïta.

## Característiques
La clinoferrosuenoïta és un silicat de fórmula química ☐Mn²⁺₂Fe²⁺₅Si₈O₂₂(OH)₂. Tot i ser coneguda des del segle XIX, no va ser aprovada com a espècie vàlida per l'Associació Mineralògica Internacional fins al mes d'agost de l'any 2024, i va ser publicada a la revista internacional European Journal of Mineralogy per Dan Holtstam et al. en el mes de març de 2025 amb el títol «The fate of an old Mn–Fe amphibole species: description of clino-ferro-suenoite, ☐Mn²⁺₂Fe²⁺₅Si₈O₂₂(OH)₂». Cristal·litza en el sistema monoclínic.
Segons la classificació de Nickel-Strunz pertany a «09.DE - Inosilicats amb 2 cadenes dobles periòdiques, Si₄O11; clinoamfíbols». L'exemplar que va servir per a determinar l'espècie, el que es coneix com a material tipus, es troba conservat a les col·leccions mineralògiques del Museu Suec d'Història Natural, situat a Estocolm (Suècia), amb el número de col·lecció: GEO-NRM 19191754.

## Formació i jaciments
Les primeres mostres van ser trobades a la mina Dannemora, a la localitat homònima dins el municipi d'Östhammar, a la província d'Uppland, a Suècia. Tot i no ser gens abundant ha estat descrita en altres indrets, sent present a tots els continents d'arreu del planeta excepte a l'Antàrtida. Als territoris de parla catalana només ha estat descrita a la mina Serrana, a El Molar, a la comarca del Priorat (Tarragona). El material que va servir per determinar l'espècie va ser trobat a la mina Hillängs, situada a la localitat de Ludvika, dins el comtat de Dalarna (Suècia).